# Erasmus Spiegel

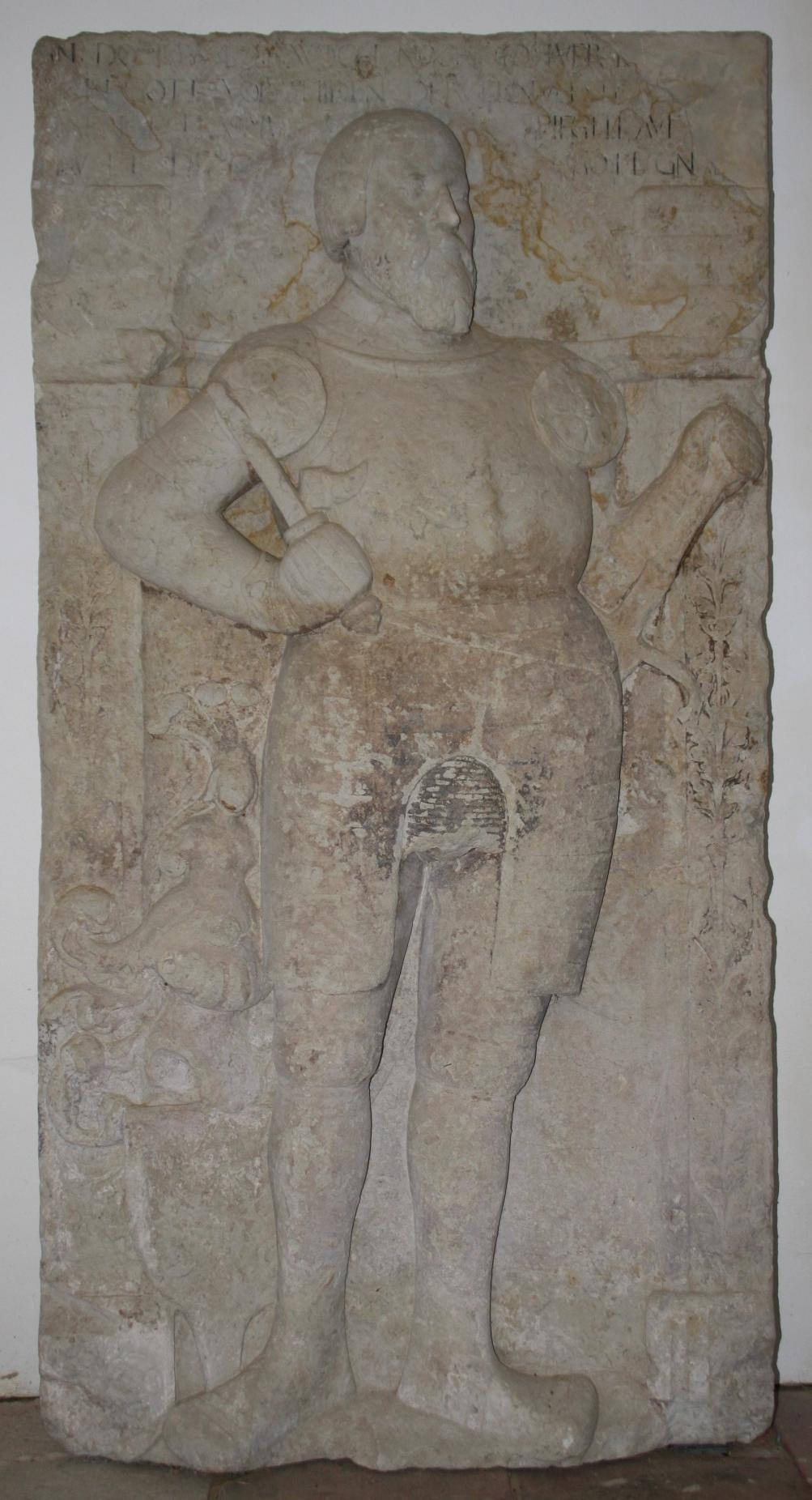
Epitaph des Asmus Spiegel in der Kirche zu Gruna

Erasmus Spiegel (genannt Asmus Spiegel; * um 1475/80; † 28. Januar 1551) war Kursächsischer Rat, Hofmarschall und Amt-Hauptmann zu Wittenberg, Kirchenvisitator, Obrist und 1547 Kommandant im Schmalkaldischen Krieg.

## Leben
Asmus Spiegel entstammte dem alten sächsischen Adelsgeschlecht derer von Spiegel mit Stammsitz zu Gruna. Seine Eltern waren der sächs. Hofmeister Dietrich Spiegel auf Gruna und Magdalena Spiegel geb. von Kitzscher. Er trat frühzeitig in den Dienst des kursächsischen Hofes, stieg dann zum kurfürstlichen Rat auf und wurde für verschiedene Missionen der Landesregierung eingesetzt. Bereits 1533 wurde er mit Georg Spalatin und Joseph Levin von Metzsch (1507–1571), im kurfürstlichen Auftrag als Kirchen- und Schulvisitator in Meissen und im Vogtland tätig, um die Umsetzung der Reformation auch in den Landgemeinden sicherzustellen. Seine Zuverlässigkeit sicherte ihm einen raschen Aufstieg am Hofe Johann Friedrichs des Großmütigen. Bereits im Jahre 1535 zählte er zu den Spitzenverdienern bei Hofe, neben regulären und zahlreichen außerordentlichen finanziellen Zuwendungen erhielt er auch weitere einträgliche und einflussreiche Ämter, sowie kurfürstliche Stipendien für seine Söhne. So wurde er 1538 mit dem bedeutenden Amt des Hofmarschalls ausgestattet und 1542, an der Seite des Bernhard von Hirschfeld, einer der Befehlshaber des kursächsischen Landkreises Torgau. Schließlich 1543 erhielt er die zentrale Position des Amtshauptmanns der Residenzstadt Wittenberg, mit der auch der Vorsitz über das Wittenberger Hofgericht verbunden war. Als solcher war Spiegel nicht nur für die Sicherheit der Stadt, so etwa für Instandsetzung und Ausbau der Festungsanlage verantwortlich, sondern war auch mit den Angelegenheiten der Universität Wittenberg, an der seine Söhne studierten, betraut. So musste er etwa während der Studentenrevolten von 1543 über die Rädelsführer zu Gericht sitzen oder hatte während des Schmalkaldischen Krieges die Korrespondenz der Wittenberger Professoren zu kontrollieren.
Mit den Wittenberger Reformatoren war Spiegel nicht erst seit der Übernahme der Hauptmannschaft bestens vertraut. Bereits 1533 schätzte ihn Justus Jonas d. Ä. als zuverlässigen Vertrauensmann, und Georg Spalatin, an dessen Seite Spiegel wiederholt als Visitator tätig wurde, nannte ihn „seinen lieben freundt“. Ein enges Verhältnis entwickelte Spiegel insbesondere auch zu Martin Luther und seiner Gemahlin Katharina von Bora. Überliefert ist für das Jahr 1538 eine Einladung Luthers und anderer Reformatoren im Hause Spiegels in Gruna. An das Gastmahl schloss sich damals eine Hasenjagd an, bei der sich der gejagte Hase in Luft aufgelöst haben soll – für Luther, der bekanntlich gern nach satanischen Versuchungen und Umtrieben Ausschau hielt, eine willkommene Gelegenheit, eine Teufelserscheinung auszumachen. Bekannt ist diese Episode aus Luthers uns Spiegels Leben nicht zuletzt auch deshalb, weil sie späterhin mit der Faust-Legende verquickt wurde. Im Jahr 1540 bedankt sich Luther in einem Brief an Spiegel über das „geschencke des wildprets“, und wenig später, nachdem Luther mit den kursächsischen Juristen in Konflikt geraten war, wurde Spiegel gemeinsam mit Bugenhagen als Streitschlichter tätig. Als Luther im Januar 1546 auf einer Reise nach Eisfeld verstarb, erwies Spiegel dem großen Reformator die letzte Ehre, indem er dessen Trauerzug von Bitterfeld bis Wittenberg begleitete. Katharina von Bora, Luthers hinterbliebene Witwe, die der Tod ihres Gatten in eine prekäre Finanzsituation brachte, vertraute sich ihrem Bruder Hans von Bora und Asmus Spiegel als Vormündern an, die die Angelegenheiten Boras und ihrer Kinder regelten und sich deren Güterverwaltung annahmen.
Erasmus Spiegel war seit um 1525/29 verheiratet mit Anna geb. von List († 1571) aus dem Haus Wartenburg. Zu ihren Nachkommen gehörten die Söhne Bernhard, Hans, Paul, Philipp sowie vier weitere Söhne, welche jung verstarben. So wie nach dem Tod des Erasmus S. ein sandsteinernes Grabplatten-Epitaph (welches ihn überlebensgroß als Relief zeigt!) in die Kirche Gruna kam, erfolgte das ebenfalls nach dem Tod  seiner Frau; auch auf deren Epitaph ist sie als Relief dargestellt.

## Besitzungen
Nach dem Lehnbrief von 1541 gehörten zum Besitz von Erasmus Spiegel: Gruna, Glaucha, Hohenprießnitz, Laußig, Mörtitz und Sprotta. Im Rahmen der 1547 erfolgenden Neubelehnung durch Kurfürst Moritz von Sachsen wurden zusätzlich noch Besitz in Niederglaucha, Kossa, Falkenberg und Zschettgau genannt. Das Vasallenverzeichnis 1548/51 nennt dazu noch Authausen.

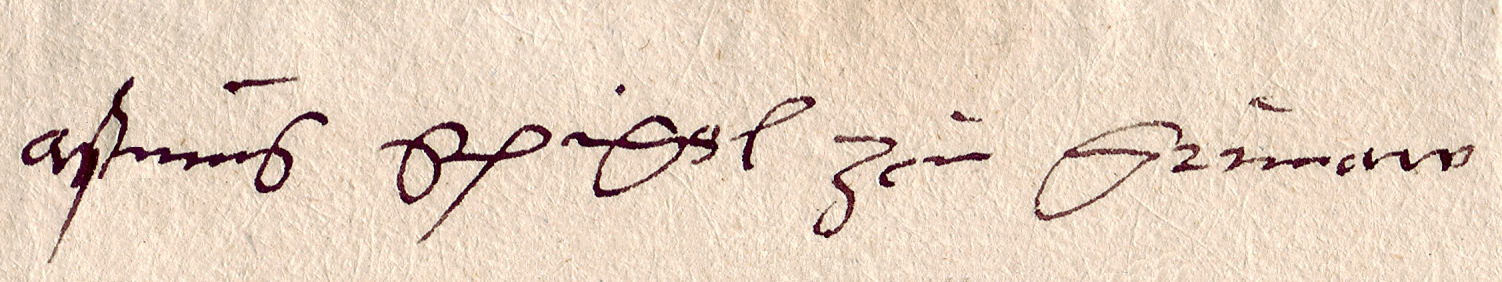
Signatur: Asmus Spiegel zu Grunaw